# موكبو
موكبو هي مستوطنة، ومدينة في كوريا الجنوبية، تتبع مقاطعة جولا الجنوبية، بلغ عدد سكانها 239,524 نسمة في 2015، تبلغ مساحتها 50.08 كيلومتر مربع.

## المناخ
يظهر الجدول التالي التغييرات المناخية على مدار السنة لموكبو:
| البيانات المناخية لـموكبو                                                     | البيانات المناخية لـموكبو | البيانات المناخية لـموكبو | البيانات المناخية لـموكبو | البيانات المناخية لـموكبو | البيانات المناخية لـموكبو | البيانات المناخية لـموكبو | البيانات المناخية لـموكبو | البيانات المناخية لـموكبو | البيانات المناخية لـموكبو | البيانات المناخية لـموكبو | البيانات المناخية لـموكبو | البيانات المناخية لـموكبو | البيانات المناخية لـموكبو |
| الشهر                                                                         | يناير                     | فبراير                    | مارس                      | أبريل                     | مايو                      | يونيو                     | يوليو                     | أغسطس                     | سبتمبر                    | أكتوبر                    | نوفمبر                    | ديسمبر                    | المعدل السنوي             |
| ----------------------------------------------------------------------------- | ------------------------- | ------------------------- | ------------------------- | ------------------------- | ------------------------- | ------------------------- | ------------------------- | ------------------------- | ------------------------- | ------------------------- | ------------------------- | ------------------------- | ------------------------- |
| الدرجة القصوى °م (°ف)                                                         | 18.0 (64.4)               | 19.7 (67.5)               | 22.3 (72.1)               | 28.4 (83.1)               | 31.0 (87.8)               | 34.4 (93.9)               | 37.0 (98.6)               | 37.0 (98.6)               | 34.2 (93.6)               | 32.1 (89.8)               | 26.5 (79.7)               | 20.8 (69.4)               | 37.0 (98.6)               |
| متوسط درجة الحرارة الكبرى °م (°ف)                                             | 6.1 (43.0)                | 7.8 (46.0)                | 12.0 (53.6)               | 17.8 (64.0)               | 22.3 (72.1)               | 25.7 (78.3)               | 28.3 (82.9)               | 30.1 (86.2)               | 26.7 (80.1)               | 22.0 (71.6)               | 15.2 (59.4)               | 9.0 (48.2)                | 18.6 (65.5)               |
| المتوسط اليومي °م (°ف)                                                        | 1.7 (35.1)                | 2.9 (37.2)                | 6.7 (44.1)                | 12.3 (54.1)               | 17.3 (63.1)               | 21.4 (70.5)               | 24.8 (76.6)               | 26.1 (79.0)               | 22.2 (72.0)               | 16.6 (61.9)               | 10.2 (50.4)               | 4.4 (39.9)                | 13.9 (57.0)               |
| متوسط درجة الحرارة الصغرى °م (°ف)                                             | −1.5 (29.3)               | −0.7 (30.7)               | 2.8 (37.0)                | 8.1 (46.6)                | 13.3 (55.9)               | 18.1 (64.6)               | 22.3 (72.1)               | 23.2 (73.8)               | 18.8 (65.8)               | 12.5 (54.5)               | 6.3 (43.3)                | 0.8 (33.4)                | 10.3 (50.5)               |
| أدنى درجة حرارة °م (°ف)                                                       | −14.2 (6.4)               | −12.0 (10.4)              | −7.5 (18.5)               | −1.4 (29.5)               | 3.2 (37.8)                | 9.8 (49.6)                | 14.8 (58.6)               | 13.7 (56.7)               | 8.4 (47.1)                | 1.0 (33.8)                | −5.5 (22.1)               | −11.6 (11.1)              | −14.2 (6.4)               |
| الهطول مم (إنش)                                                               | 33.2 (1.31)               | 42.4 (1.67)               | 60.0 (2.36)               | 69.3 (2.73)               | 89.2 (3.51)               | 173.1 (6.81)              | 236.7 (9.32)              | 192.6 (7.58)              | 147.5 (5.81)              | 46.9 (1.85)               | 43.4 (1.71)               | 29.3 (1.15)               | 1٬163٫6 (45.81)           |
| متوسط أيام هطول الأمطار (≥ 0.1 mm)                                            | 11.6                      | 9.5                       | 9.7                       | 8.4                       | 9.4                       | 10.4                      | 13.5                      | 12.4                      | 8.9                       | 6.5                       | 8.4                       | 10.2                      | 118.9                     |
| متوسط الأيام المثلجة                                                          | 10.2                      | 6.5                       | 2.0                       | 0.1                       | 0.0                       | 0.0                       | 0.0                       | 0.0                       | 0.0                       | 0.0                       | 1.3                       | 7.4                       | 27.4                      |
| متوسط الرطوبة النسبية (%)                                                     | 68.7                      | 69.0                      | 67.8                      | 68.0                      | 72.5                      | 77.8                      | 83.7                      | 80.3                      | 75.8                      | 69.2                      | 67.6                      | 68.7                      | 72.4                      |
| ساعات سطوع الشمس الشهرية                                                      | 143.3                     | 154.5                     | 184.1                     | 204.9                     | 216.3                     | 171.3                     | 158.0                     | 204.5                     | 179.5                     | 209.4                     | 166.4                     | 143.2                     | 2٬135٫4                   |
| نسبة وصول أشعة الشمس                                                          | 45.7                      | 50.1                      | 49.6                      | 52.3                      | 49.9                      | 39.5                      | 35.8                      | 49.1                      | 48.2                      | 59.7                      | 53.5                      | 46.8                      | 48.0                      |
| المصدر: Korea Meteorological Administration (percent sunshine and snowy days) |                           |                           |                           |                           |                           |                           |                           |                           |                           |                           |                           |                           |                           |

## مدن توأم
المدن التوأم:
- يانيونغانغ.

## أعلام
- نام جين
- أو جاي هو
- تشوي يونغ جاي
- تشوي جين هيوك
- إي دونغ هاي